# Шеффер, Пьер
Пьер Анри Мари Шеффе́р (фр. Pierre Henri Marie Schaeffer; 14 августа 1910, Нанси — 19 августа 1995, Экс-ан-Прованс) — французский композитор, инженер, музыкальный писатель. Пионер в области конкретной музыки.

## Биография
Пьер Шеффер родился 14 августа 1910 года в Нанси (регион Лотарингия, Франция) в музыкальной семье скрипача и певицы.
Родители Шеффера не слишком поощряли его очень ранний интерес к музыке, и поэтому он получил не музыкальное, а сугубо инженерное образование, которое завершил в 1934 году, окончив Высшую школу электрики в Париже.
С 1934 года работал звукоинженером в системе французского радио, первоначально в Страсбурге, а с 1936 года в Париже. В Париже он проводил свои знаменитые эксперименты с различными звуками, видеоматериалами и техническими устройствами. В 1950 году сотрудничестве с Пьером Анри написал «Симфонию для одного человека» (фр. Symphonie pour un homme seul), которая считается хрестоматийным примером конкретной музыки.
С 1968 по 1980 год (после создания «класса фундаментальной музыки») Шеффер занимал должность адъюнкт-профессора в Парижской консерватории.

## Факты из жизни
Шеффер начинал свою музыкальную деятельность в 1938 году как журналист, публикуя различные статьи и эссе во французском журнале о современной музыке Revue Musicale.
Шеффер являлся ярым противником испытаний ядерного оружия.
В 1958 году создал Группу музыкальных исследований (Groupe de Recherches Musicales (GRM)), в которой одно время принимал участие Жан-Мишель Жарр.
В 1988 году Шеффер записался добровольцем (под № 498) в спасательный отряд, который занимался поиском выживших людей в городе Ленинакане после разрушительного Спитакского землетрясения в Армении.
В последние годы жизни Пьер Шеффер страдал от болезни Альцгеймера.

## Сочинения

### Авторские
- Пять шумовых этюдов (Cinq études de bruits, 1948)
- Сюита для 14 инструментов (1949)
- Вариации с мексиканской флейтой (Variations sur une flûte mexicaine, 1949)
- L’oiseau r.a.i. (1950)
- Masquerage (1952; музыка к кинофильму)
- Les paroles dégelées (1952)
- Орфей-53 (Orphée 53), опера (1953)
- Etude aux sons animés (1958)
- Etude aux allures (1958)
- Этюды с объектами (Etude aux objets, 1959)
- Nocturne aux chemins de fer (1959; музыка к спектаклю)
- Федра (1959; музыка к спектаклю)
- Simultané camerounais (1959)
- Bilude (1979)

### В соавторстве
Примечание. Соавтор указан в скобках
- (И. Грюневальд) Concertino-Diapason (1948)
- (Пьер Анри) Bidule en ut (1950)
- (Анри) La course au kilocycle (1950)
- (Анри) Симфония для одного человека (1950; 2-я ред. П. Анри, 1966)
- (Анри) Орфей-51, или Toute la lyre, пантомима (1951)
- (Моник Роллен) Сцены из Дон Жуана (Scènes de Don Juan, 1952)
- (Анри) Сахара сегодня (Sahara d’aujourd’hui, 1957; музыка к фильму)
- (Люк Феррари) Continuo (1958)
- (Люк Феррари) Exposition française à Londres (1958)
- (Клод Аррье) L’aura d’Olga (1962)
- (Бернар Дюрр) Le trièdre fertile (1975)
- (Анри) Эхо Орфея (Écho d’Orphée, 1988)

### Литературные работы
- A la recherché d’une musique concrete. — Paris: Seuil, 1952
- Traité des objects musicaux. — Paris: Seuil, 1977